# Thấu chi

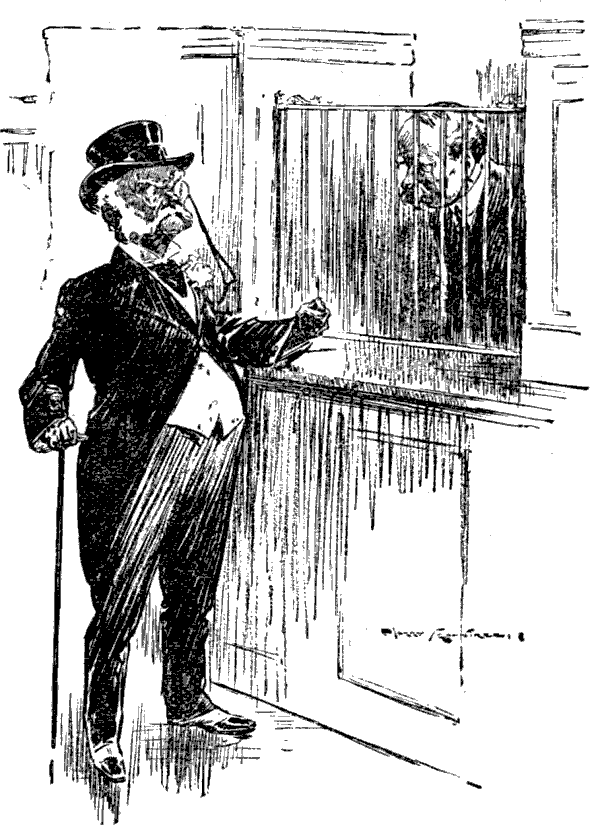
"Tôi cảnh báo ông, thưa ông! Lễ độ của ngân hàng này là vượt quá mọi giới hạn. Thêm một lời nữa là tôi — Tôi rút thấu chi của tôi!"
----
Tranh vui từ Tạp chí Punch Số 152, 27 tháng 6 năm 1917

Thấu chi là khi tiền được rút khỏi một tài khoản ngân hàng và số dư có sẵn đi dưới số không. Trong trường hợp này tài khoản được gọi là "thấu chi". Nếu có sự thoả thuận trước với nhà cung cấp tài khoản cho một thấu chi, và số tiền thấu chi là trong hạn mức thấu chi được phép, sau đó tiền lãi thường được tính theo lãi suất thỏa thuận. Nếu số dư âm vượt quá các điều khoản thỏa thuận, thì phí bổ sung có thể phải trả và lãi suất cao hơn có thể áp dụng.

## Lý do thấu chi
Thấu chi xảy ra vì nhiều lý do. Đây có thể bao gồm:
- Cho vay ngắn hạn cố ý: Chủ tài khoản thấy mình thiếu tiền và cố ý làm một ghi nợ không đủ tài chính. Họ chấp nhận các phí liên quan và bao gồm khoản thấu chi với tiền gửi tiếp theo của họ.
- Không duy trì một đăng ký tài khoản chính xác - Chủ tài khoản không định khoản chính xác cho hoạt động trên tài khoản của họ và chi tiêu quá mức do sơ suất.
- Thấu chi ATM: Ngân hàng hoặc máy ATM có thể cho phép rút tiền mặt mặc dù không đủ khả năng tài chính. Chủ tài khoản có thể có hoặc không nhận thức được thực tế này tại thời điểm rút tiền. Nếu máy ATM không thể giao tiếp với ngân hàng của chủ thẻ, nó có thể tự động cho phép rút tiền dựa trên các giới hạn định trước bởi mạng ủy quyền.
- Giữ tiền gửi tạm thời - Một tiền gửi được thực hiện vào tài khoản có thể được nắm giữ bởi ngân hàng. Điều này có thể là do Quy chế CC (điều chỉnh vị trí của các nắm giữ trên các kiểm tra lưu ký) hoặc do các chính sách ngân hàng cụ thể. Các quỹ có thể không có sẵn ngay lập tức và dẫn đến phí thấu chi.
- Rút tiền điện tử không mong muốn - Tại một số điểm trong quá khứ chủ tài khoản có thể được quyền rút tiền điện tử của một doanh nghiệp. Điều này có thể xảy ra trong đức tin tốt của cả hai bên nếu rút điện tử trong vấn đề là có thể thực hiện một cách hợp pháp bởi các điều khoản của  hợp đồng, chẳng hạn như sự khởi đầu của một dịch vụ định kỳ sau một thời gian dùng thử miễn phí. Ghi nợ cũng có thể đã được thực hiện như một kết quả của một sai áp tiền lương, một yêu cầu bồi thường bù đắp cho một cơ quan thuế hoặc một tài khoản tín dụng hay thấu chi với một tài khoản khác với cùng một ngân hàng, hoặc một chiết khấu tiền gửi trực tiếp để thu hồi khoản trả quá nhiều.
- Lỗi người bán - Một người bán có thể ghi nợ không đúng cách tài khoản của khách hàng do lỗi của con người. Ví dụ, một khách hàng có thể có quyền mua 5,00 đô-la nhưng lại  gửi vào tài khoản cho 500,00 đô-la. Khách hàng này có sự lựa chọn để phục hồi các khoản tiền này thông qua bồi hoàn đối với người bán.
- Bồi hoàn cho người bán - Một tài khoản người bán có thể nhận được một bồi hoàn vì việc làm một tín dụng hoặc tính phí thẻ ghi nợ cho khách hàng không đúng cách hoặc khách hàng thực hiện một tín dụng không được phép hay tính phí thẻ ghi nợ vào tài khoản của người khác để "trả" cho hàng hóa hoặc dịch vụ từ thương gia. Nó là có thể đối với khoản bồi hoàn và phí liên quan gây ra một thấu chi hoặc để lại không đủ tiền để trang trải một rút tiền hoặc ghi nợ tiếp theo từ tài khoản của người bán đã nhận được bồi hoàn.
- Nắm giữ được phép - Khi một khách hàng thực hiện mua hàng sử dụng thẻ ghi nợ của họ mà không sử dụng mã PIN của họ, giao dịch được coi là một giao dịch tín dụng. Các khoản tiền được tạm giữ trong tài khoản của khách hàng giảm số dư hiện có của khách hàng. Tuy nhiên người bán không nhận được tiền cho đến khi họ xử lý lô hàng giao dịch cho thời gian mà mua hàng của khách hàng được thực hiện. Các ngân hàng không nắm giữ các khoản tiền này vô thời hạn, và do đó ngân hàng có thể phát hành nắm giữ trước khi người bán thu thập các khoản tiền do đó làm cho các khoản tiền này có sẵn một lần nữa. Nếu khách hàng chi tiêu các khoản tiền này, thì bằng việc trừ đi một khoản tiền gửi tạm thời tài khoản sẽ thấu chi khi người bán thu thập cho việc mua ban đầu.
- Phí ngân hàng - Ngân hàng tính phí bất ngờ cho chủ tài khoản, tạo ra một số dư âm hoặc để lại không đủ tiền cho một ghi nợ tiếp theo từ cùng một tài khoản.[1]
- Ghi séc quá số dư - Chủ tài khoản làm một ghi nợ trong khi không đủ tiền có mặt trong tài khoản tin rằng họ sẽ có thể ký quỹ đủ tiền trước khi xóa nợ. Trong khi nhiều trường hợp chơi nổi được thực hiện với ý định trung thực, thời gian tham gia trong thanh toán bù trừ séc và sự khác biệt trong việc xử lý các khoản nợ và tín dụng bị khai thác bởi sự ghi séc quá số dư đó.
- Ký quỹ séc hoàn lại - Chủ tài khoản ký quỹ một ngân phiếu hoặc chi phiếu và món tiền kỹ quỹ được hoàn trả về do không đủ tiền, tài khoản bị đóng, hoặc bị phát hiện là giả, bị đánh cắp, bị thay đổi, hoặc giả mạo. Như một kết quả của bồi hoàn séc và phí liên quan, một thấu chi kết quả hoặc ghi nợ tiếp theo đó phụ thuộc vào các khoản tiền gây ra. Điều này có thể là do một mục lưu ký được biết đến là xấu, hoặc khách hàng có thể là nạn nhân của một séc xấu hoặc một lừa đảo séc giả mạo. Nếu thấu chi kết quả là quá lớn hoặc không thể được bao gồm trong một khoảng thời gian ngắn, ngân hàng có thể kiện hoặc thậm chí khởi tố hình sự.
- Gian lận cố ý - Một khoản tiền gửi ATM với trình bày sai số tiền được thực hiện hoặc một chi phiếu hoặc lệnh trả tiền biết là xấu được gửi (xem ở trên) do chủ tài khoản, và đủ tiền được ghi nợ trước khi gian lận được phát hiện dẫn đến sự thấu chi một khi khoản bồi hoàn được thực hiện. Gian lận này có thể được gây ra đối với tài khoản của chính họ, tài khoản của người khác, hoặc một tài khoản thiết lập trong tên của một người khác bằng một trộm danh tính.
- Lỗi ngân hàng - Một ghi nợ séc có thể gửi cho một số tiền không phù hợp do lỗi của con người hay máy tính, vì vậy một số tiền lớn hơn nhiều so với người làm dự định có thể bị  gỡ bỏ khỏi tài khoản. Cùng các lỗi ngân hàng có thể làm việc để gây thiệt hại cho chủ tài khoản, nhưng những lỗi khác có thể làm việc cho lợi ích của họ.
- Nạn nhân - Tài khoản có thể là một mục tiêu đánh cắp nhận dạng. Điều này có thể xảy ra như là kết quả của dự thảo nhu cầu, thẻ ATM, hoặc gian lận thẻ ghi nợ, lướt thẻ tín dụng, giả mạo séc, một "tiếp quản tài khoản," hoặc lừa đảo. Hành vi phạm tội có thể gây ra một thấu chi hoặc gây ra một thẻ ghi nợ sau đó. Tiền hoặc séc từ một khoản ký quỹ ATM cũng có thể đã bị đánh cắp hoặc phong bì bị mất hoặc bị đánh cắp, trong trường hợp này, nạn nhân thường bị từ chối một biện pháp khắc phục.
- Thấu chi trong ngày - Một nợ xảy ra trong tài khoản của khách hàng dẫn đến một thấu chi mà sau đó được bao phủ bởi một tín dụng gửi vào tài khoản trong cùng ngày làm việc. Cho dù điều này thực sự kết quả trong phí thấu chi phụ thuộc vào thỏa thuận của chủ tài khoản tiền gửi của ngân hàng cụ thể.

## Vương quốc Anh

### Bảo vệ thấu chi tại Anh
Các ngân hàng trong Vương quốc Anh thường cung cấp một tạo điều kiện thấu chi cơ bản, theo một giới hạn được sắp xếp trước (được biết đến như một hạn mức thấu chi được quyền). Tuy nhiên, việc này có thể được cung cấp miễn trả tiền lãi, tùy thuộc vào một số dư  trung bình hàng tháng hoặc cũng có thể với lãi suất cho vay thấu chi của ngân hàng mà thay đổi giữa các ngân hàng và có thể thay đổi tùy theo sản phẩm tài khoản nắm giữ.
Khi một khách hàng vượt quá hạn mức thấu chi được quyền của họ, chúng trở thành thấu chi không được phép, thường kết quả trong việc khách hàng bị tính tiền một hoặc nhiều phí, cùng với một tỷ lệ cao hơn của cho vay trên số tiền mà họ đã vượt quá hạn mức thấu chi được quyền của họ. Các phí được tính của các ngân hàng có thể khác nhau. Một khách hàng cũng có thể phải trả một khoản phí nếu họ thể hiện một món mà ngân hàng phát hành của họ từ chối vì lý do không đủ tiền, đó là, ngân hàng lựa chọn không cho phép khách hàng để đi vào thấu chi trái phép. Một lần nữa, mức độ và bản chất của các phí này rất khác nhau giữa các ngân hàng. Thông thường, ngân hàng sẽ gửi thư thông báo cho khách hàng về tính phí và yêu cầu tài khoản được vận hành trong các giới hạn của nó từ thời điểm đó trở đi. Trong một chương trình Whistleblower của BBC trên thực tế, nó đã được ghi nhận là chi phí thực tế của một thấu chi trái phép vào ngân hàng ít hơn 2 bảng Anh.

#### Số tiền lệ phí
Không có ngân hàng Anh lớn nào đã hoàn toàn bỏ các phí thấu chi trái phép. Một số, tuy nhiên, cung cấp một "vùng đệm", khi mà khách hàng sẽ không phải trả phí nếu họ là quá mức giới hạn của họ ít hơn một số tiền nhất định. Các ngân hàng khác có xu hướng thu phí phụ thuộc vào số lượng của mức độ thấu chi, được một số người xem là không công bằng. Để đáp lại các chỉ trích, Lloyds TSB đã thay đổi cơ cấu phí của nó; thay vì một khoản phí hàng tháng duy nhất cho một thấu chi trái phép, bây giờ họ tính phí cho mỗi ngày. Họ cũng cho phép một 'thời gian ân hạn', khi bạn có thể trả tiền trước 03:30 (Thứ Hai - Thứ Sáu) trước khi bất kỳ mục nào được trả về hoặc bất kỳ chi phí ngân hàng nào phát sinh (với ngoại lệ từ các đơn đặt hàng thường trực mà ghi nợ ngay từ đầu của ngày làm việc). Lloyds TSB cho phép khách hàng của họ, nếu họ đã đi vào một thấu chi không có kế hoạch vào ví dụ ngày thứ sáu, trả tiền trước 10 giờ sáng vào sáng thứ Hai và phí hàng ngày cho những ngày cuối tuần (thứ Bảy và Chủ Nhật) được miễn. Điều này, tuy nhiên, không cần phải là quỹ được xóa. Alliance & Leicester trước đây đã có một tạo điều kiện vùng đệm (được tiếp thị như là một tính năng "vài bảng Anh cuối cùng" của tài khoản của họ), nhưng điều này đã được thu hồi.
Nói chung, phí được tính là giữa 25 và 30 bảng, cùng với tăng lãi suất nợ. Những tính phí cho séc và ghi nợ trực tiếp mà bị từ chối (hoặc "bị trả lại") do không đủ tiền thường là bằng hoặc thấp hơn một chút so với phí thấu chi chung, và có thể được tính trên hàng đầu của chúng. Một tình huống mà đã gây nhiều tranh cãi là các ngân hàng giảm một ghi nợ séc/trực tiếp, tính một khoản phí những thấu chi khách hàng đã có và sau đó tính tiền họ đối với các thấu chi sẽ có. Tuy nhiên, một số ngân hàng, như Halifax, có một chính sách "không có phí trên phí" theo đó một tài khoản đi đến thấu chi mà chỉ vì một khoản phí mục chưa thanh toán sẽ không phải trả thêm phí.

#### Địa vị pháp lý và tranh cãi
Trong năm 2006, Office of Fair Trading đã đưa ra một tuyên bố trong đó kết luận rằng các tổ chức phát hành thẻ tín dụng tính tiền phạt khi khách hàng vượt quá tối đa giới hạn chi tiêu và/hoặc đã thanh toán muộn các tài khoản của họ. Trong tuyên bố, OFT đã đề nghị các tổ chức phát hành thẻ tín dụng đặt phí này tối đa là 12 bảng Anh.
Trong tuyên bố, OFT nhấn mạnh rằng các khoản phí mà các tổ chức phát hành thẻ tín dụng tính phí tương tự như phí thấu chi trái phép mà các ngân hàng tính. Nhiều khách hàng phát sinh phí thấu chi trái phép đã sử dụng tuyên bố này như một bàn đạp để kiện ngân hàng của họ nhằm thu hồi phí.
Tòa án Tối cao năm 2009 cho rằng tuyên bố OFT không ràng buộc đối với các tài khoản vãng lai (séc) và phần lớn giải quyết vấn đề có lợi cho các ngân hàng.

## Hoa Kỳ

### Báo cáo tiêu dùng và từ chối tài khoản
Tại Hoa Kỳ một số cơ quan báo cáo tiêu dùng như ChexSystems, Early Warning Services, và TeleCheck theo dõi cách mọi người quản lý các  tài khoản séc của họ. Các ngân hàng sử dụng các cơ quan kiểm tra này để sàng lọc các ứng viên tài khoản séc. Những người có điểm số ghi nợ thấp bị từ chối các tài khoản séc vì ngân hàng không thể đủ khả năng cho một tài khoản để được thấu chi.

### Bảo vệ thấu chi tại Mỹ
Bảo vệ thấu chi là một dịch vụ tài chính được cung cấp bởi các tổ chức ngân hàng chủ yếu trong Hoa Kỳ. Bảo vệ Thấu chi hoặc chương trình chi trả lịch sự trả tiền cho các món được trình bày vào tài khoản của khách hàng khi không có đủ tiền để trang trải số tiền rút.
Bảo vệ thấu chi có thể bao gồm các rút tiền ATM, mua hàng bằng thẻ ghi nợ, chuyển tiền điện tử, và séc. Trong trường hợp của các món không cho phép trước như séc, hoặc các rút tiền ACH, bảo vệ thấu chi cho phép đối với các món này được thanh toán ngược với không được thanh toán hoàn lại, hay bị trả lại.
Tuy nhiên, các rút tiền ATM và mua hàng được thực hiện với một thẻ ghi nợ hoặc thẻ kiểm tra được coi là được cho phép trước và phải được thanh toán bởi ngân hàng khi được trình bày, ngay cả khi việc này gây ra một thấu chi.

#### Bảo đảm Ad-hoc các thấu chi
Theo truyền thống, người quản lý của một ngân hàng sẽ nhìn vào danh sách các thấu chi mỗi ngày của ngân hàng. Nếu người quản lý thấy rằng một khách hàng ưu đãi đã vay thấu chi, họ đã quyết định trả khoản thấu chi cho khách hàng này. Các ngân hàng truyền thống không tính phí cho việc bảo đảm ad-hoc này. Tuy nhiên, nó là hoàn toàn tùy ý, và do đó không thể phụ thuộc vào. Với sự ra đời của hoạt động ngân hàng chi nhánh liên bang quy mô lớn, bảo đảm ad-hoc truyền thống trên thực tế đã biến mất.
Một ngoại lệ cho điều này là cái gọi là danh sách "buộc phải trả tiền". Vào đầu mỗi ngày làm việc, những người quản lý chi nhánh thường vẫn nhận được một danh sách vi tính hóa của các mục đang chờ bị từ chối, chỉ cho các tài khoản được nắm giữ tại chi nhánh, thành phố hoặc tiểu bang cụ thể của họ. Nói chung, nếu một khách hàng có thể đi vào các chi nhánh với tiền mặt hoặc làm một chuyển khoản để trang trải số tiền của mục đang chờ bị từ chối, người quản lý có thể "buộc phải trả tiền" mục này. Ngoài ra, nếu có tình tiết giảm nhẹ hoặc mục trong câu hỏi là từ một tài khoản do một khách hàng thường xuyên nắm giữ, người quản lý có thể chấp nhận rủi ro bằng cách chi trả mục này, nhưng điều này đang ngày càng không phổ biến. Các ngân hàng có một thời gian cut-off khi hành động này phải diễn ra bởi vì sau thời điểm đó, mục này tự động chuyển từ "chờ đợi từ chối" sang "bị từ chối", và không có hành động hơn nữa có thể được thực hiện.

#### Hạn mức thấu chi tín dụng
Hình thức bảo vệ thấu chi này là một mối quan hệ hợp đồng trong đó ngân hàng hứa trả tiền các thấu chi lên đến một giới hạn tiền nhất định. Một người tiêu dùng muốn một hạn mức thấu chi tín dụng phải điền và ký tên một đơn, sau đó ngân hàng kiểm tra tín dụng của người tiêu dùng và chấp thuận hoặc từ chối đơn. Hạn mức thấu chi tín dụng là các khoản vay và phải tuân thủ Đạo luật tin cậy khi cho vay. Như với các tài khoản liên kết, các ngân hàng thường tính một phí danh nghĩa cho mỗi thấu chi, và cũng tính lãi trên số dư nợ. Một số ngân hàng tính lệ phí nhỏ hàng tháng cho dù các hạn mức tín dụng được sử dụng. Hình thức bảo vệ thấu chi này có sẵn cho những người tiêu dùng có đủ tiêu chuẩn tín dụng được thiết lập bởi ngân hàng cho các tài khoản đó. Một khi hạn mức tín dụng được thiết lập, tín dụng có sẵn có thể được hiển thị như một phần số dư hiện có của khách hàng.

#### Các tài khoản liên kết
Cũng được gọi là "bảo vệ chuyển thấu chi", một  tài khoản séc có thể được liên kết với một tài khoản khác, chẳng hạn như tài khoản tiết kiệm, thẻ tín dụng, hoặc hạn mức tín dụng. Sau khi liên kết được thiết lập, khi một mục được trình bày cho tài khoản séc cho kết quả trong một thấu chi, các quỹ được chuyển từ tài khoản liên kết để trang trải khoản thấu chi. Một khoản phí danh nghĩa thường tính cho mỗi lần chuyển nhượng thấu chi, và nếu tài khoản liên kết là thẻ tín dụng hoặc hạn mức tín dụng khác, người tiêu dùng có thể phải trả tiền lãi theo các điều khoản của tài khoản đó.
Sự khác biệt chính giữa các tài khoản liên kết và một hạn mức thấu chi tín dụng là một hạn mức thấu chi tín dụng thường chỉ có thể sử dụng để bảo vệ thấu chi. Các tài khoản riêng biệt được liên kết để bảo vệ thấu chi là các tài khoản độc lập trong quyền riêng của chúng.

#### Kế hoạch bảo vệ bị trả lại
Một sản phẩm gần đây được cung cấp bởi một số ngân hàng được gọi là "bảo vệ bị trả lại."
Các ngân hàng nhỏ cung cấp các kế hoạch được quản lý bởi các công ty bên thứ ba mà giúp các ngân hàng có được thu nhập từ phí bổ sung.
Các ngân hàng lớn có xu hướng không cung cấp các kế hoạch bảo vệ bị trả lại, nhưng thay vào đó các thấu chi quá trình như được tiết lộ trong các điều khoản và điều kiện tài khoản của họ.
Trong cả hai trường hợp, ngân hàng có thể lựa chọn để trang trải các mục thấu chi theo quyết định của họ và tính phí thấu chi, số lượng của nó có thể được hoặc không được tiết lộ. Như trái ngược với bảo đảm ad-hoc truyền thống, quyết định thanh toán hoặc không thanh toán các mục thấu chi này là tự động và dựa trên tiêu chí khách quan như số dư bình quân của khách hàng, lịch sử thấu chi tài khoản, số tài khoản khách hàng nắm giữ với ngân hàng, và khoảng thời gian các tài khoản đã được mở. Tuy nhiên, các ngân hàng không hứa sẽ trả tiền thấu chi ngay cả khi tiêu chuẩn tự động được đáp ứng.
Các kế hoạch bảo vệ bị trả lạicó một số điểm tương đồng bề ngoài với hạn mức thấu chi tín dụng và bảo hiểm thấu chi ad-hoc, nhưng có xu hướng hoạt động theo các quy tắc khác nhau. Như một hạn mức thấu chi tín dụng, số dư của kế hoạch bảo vệ bị trả lại có thể được xem như là một phần của số dư có sẵn của khách hàng, nhưng các ngân hàng có quyền từ chối thanh toán của một mục thấu chi, như với bảo đảm ad-hoc truyền thống. Các ngân hàng thường tính phí một lần cho mỗi thanh toán thấu chi. Ngân hàng cũng có thể tính phí định kỳ hàng ngày cho mỗi ngày trong thời gian tài khoản có số dư âm.
Những người chỉ trích cho rằng vì quỹ là tạm ứng đối với người tiêu dùng và thanh toán lại được dự kiến, mà bảo vệ bị trả lại là một loại hình cho vay. Bởi vì các ngân hàng không có nghĩa vụ hợp đồng để trang trải các khoản thấu chi, "bảo vệ bị trả lại" không được quy định bởi các Đạo luật tin cậy trong cho vay, trong đó nghiêm cấm một số quảng cáo lừa đảo và yêu cầu trình bày các điều kiện của các khoản vay. Trong lịch sử, bảo vệ bị trả lại có thể được thêm vào tài khoản của người tiêu dùng mà không được phép hoặc hiểu biết của họ.
Trong tháng 5 năm 2005, Quy chế DD của Đạo luật tin cậy trong tiết kiệm đã được sửa đổi để yêu cầu các ngân hàng cung cấp các kế hoạch "bảo vệ bị trả lại" cung cấp tiết lộ nhất định cho khách hàng của họ. Những sửa đổi này bao gồm các yêu cầu tiết lộ các loại giao dịch có thể gây ra bảo vệ bị trả lại được kích hoạt, các chi phí liên quan đến bảo vệ bị trả lại, danh mục báo cáo riêng để liệt kê số lệ phí, và các hạn chế về tiếp thị các chương trình bảo vệ bị trả lại để ngăn chặn các quảng cáo gây hiểu lầm. Những tiết lộ thông tin này đã được cung cấp bởi các ngân hàng lớn xử lý các thấu chi theo các điều khoản và điều kiện của họ.

### Thứ tự xử lý giao dịch
Một khu vực tranh cãi liên quan đến lệ phí thấu chi là thứ tự mà trong đó một ngân hàng gửi giao dịch vào tài khoản của khách hàng. Điều này đang gây tranh cãi bởi vì xử lý lớn nhất tới nhỏ nhất có xu hướng tối đa hóa sự xuất hiện thấu chi trên tài khoản của khách hàng. Tình trạng này có thể phát sinh khi chủ tài khoản làm cho một số ghi nợ nhỏ cho có đủ tiền trong tài khoản tại thời điểm mua hàng.  Sau đó, chủ tài khoản làm cho một ghi nợ lớn thấu chi tài khoản (hoặc là vô tình hay cố ý). Nếu tất cả các món xuất trình để thanh toán cho tài khoản trong cùng một ngày, và ngân hàng xử lý các giao dịch lớn nhất đầu tiên, nhiều thấu chi có thể kết quả.
Chính sách "séc lớn nhất đầu tiên" là phổ biến ở các ngân hàng lớn của Mỹ. Các ngân hàng cho rằng điều này được thực hiện để ngăn chặn các giao dịch quan trọng nhất của khách hàng (như tiền séc vay thế chấp hoặc thuê, hoặc thanh toán tiện ích) đang chưa được thanh toán trở lại, mặc dù một số những giao dịch này được bảo đảm. Người tiêu dùng đã cố gắng khởi kiện để ngăn chặn thực tế này, cho rằng các ngân hàng sử dụng "séc lớn nhất đầu tiên" để thao túng thứ tự các giao dịch để kích hoạt một cách giả tạo để thu phí thấu chi nhiều hơn. Các ngân hàng ở Mỹ chủ yếu được điều tiết bởi Văn phòng Kiểm soát tiền tệ, một cơ quan liên bang, đã chính thức phê duyệt thực hành này; thực hành này gần đây đã được thử thách, tuy nhiên, theo nhiều luật thực hành lừa đảo tiểu bang cụ thể.
Các thỏa thuận gửi tiền ngân hàng thường cung cấp cho ngân hàng có thể xử lý các giao dịch theo thứ tự bất kỳ, với quyết định của ngân hàng.

### Quy định chọn tham gia vào
Trong tháng Bảy, năm 2010, Cục dự trữ liên bang thông qua quy định liên bang (sửa đổi Quy chế E) cấm phí thấu chi kết quả từ một thẻ ghi nợ một lần và các giao dịch ATM trừ khi khách hàng của ngân hàng đã chọn tham gia vào bảo vệ thấu chi. Nghiên cứu của Moebs Services phát hành vào tháng 2 năm 2011 cho thấy rằng có đến 90% khách hàng đã lựa chọn bảo vệ thấu chi dẫn đến dự phóng rằng các ngân hàng Hoa Kỳ sẽ công bố lợi nhuận kỷ lục từ lệ phí thấu chi.

## Việt Nam
Ngày 12/10/2016, Ngân hàng Nhà nước hành Thông tư 29/2016/TT-NHNN quy định về việc thấu chi và cho vay qua đêm trong thanh toán điện tử liên ngân hàng. Theo đó, các tổ chức tín dụng và chi nhánh ngân hàng nước ngoài sẽ được Ngân hàng Nhà nước cho vay qua đêm với lãi suất theo quy định sau:
- Thống đốc Ngân hàng Nhà nước quyết định lãi suất trong từng thời kỳ.
- Lãi suất áp dụng đối với lãi vay qua đêm chậm trả là 10%/năm; lãi suất áp dụng đối với dư nợ gốc vay qua đêm quá hạn bằng 150% lãi suất cho vay qua đêm quy định tại thời điểm phát sinh khoản vay.

Ngoài ra, Thông tư này cũng quy định nguyên tắc thấu chi và cho vay qua đêm trong thanh toán điện tử liên ngân hàng tại Ngân hàng Nhà nước như sau:
- Tổ chức tín dụng được thấu chi để bù đắp thiếu hụt trong thanh toán điện tử liên ngân hàng.
- Tổ chức tín dụng được Ngân hàng Nhà nước cho vay qua đêm để tất toán các khoản thấu chi tại thời điểm cuối ngày làm việc.